# Kšenskij
Kšenskij (in russo Кшенский?) è un insediamento di tipo urbano della Russia europea, nell'oblast' di Kursk; è il centro amministrativo del distretto Sovetskij.
Si trova sul fiume Kšen' (bacino del Don), 121 km a est di Kursk.